# Popis otoka otoka Man
Ovo je popis otoka otoka Man. Otok Man (Manx Ellan Vannin) je krunski posjed u središtu Irskog mora. Nije dio Ujedinjenog Kraljevstva, ali je teritorij pod suverenitetom Ujedinjenog Kraljevstva.
Nekoliko otoka u Irskom moru dio je krunskog posjeda otoka Man. Samo su dva otoka naseljena, dok su dva otoka povezana s otokom Man nasipima.

## Otoci otoka Man
- Otok Man (Ellan Vannin) 80 056 stanovnika (popis 2006.)
- Calf of Man (Yn Cholloo) populacija 2 (popis 2006.)
- Otok Svetog Mihovila, ili otok Fort (Ellan Noo Mael ili Ynnys Vaayl) (povezan s kopnom nasipom)
- Otok svetog Patrika (Ellan Noo Perick ) (povezan s kopnom nasipom)

Otočići
- Kitterland (Famman Kitterland)
- Otok St Mary's Isle ili Conister Rock (Kione y Sker ili Creg Voirrey)
- Chicken Rock (ili Chicken's Rock) (Carrick ny Kirkey)

Nekadašnji otok u prapovijesti
- Poluotok Langness (oko 30 stanovnika)